# Abd el-Fattáh Júnisz
Abd el-Fattáh Júnisz (Dzsebel Ahdár, 1944 – Bengázi, 2011. július 28.) líbiai katonatiszt, aki a Moammer Kadhafi neve által fémjelzett rezsim idején a belügyminiszteri tisztséget is betöltötte. A líbiai polgárháború kezdeti szakaszában átállt a felkelők oldalára és az újonnan szerveződő Szabad Líbiai Hadsereg főparancsnoka lett, míg 2011. július 28-án vitatott körülmények között meggyilkolták.

## Élete
Abd el-Fattáh Júnisz a líbiai forradalmat megelőzöen a közbiztonságért felelős megbízott miniszter volt, majd a belügyminiszteri tisztséget töltötte be. 1992-ben Júnisz vezette azt a delegációt, mely találkozott Egyiptom nagy-britanniai nagykövetével és a líbiai kormány nevében vállalta a felelősséget Yvonne Fletcher 1984-es meggyilkolásáért és kárpótlást ajánlott fel a hozzátartozóinak, ugyanakkor elismerte, hogy a líbiai kormány pénzügyi támogatásban részesítette a korábbiakban az IRA északír terrorszervezetet.
Habár korábban a líbiai rezsim egyik kulcsemberének tartották, Júnisz a 2011 februárjában kitört Kadhafi-ellenes felkelésnek már a kezdeti szakaszában átállt a lázadók oldalára. Az első bengázi csata idején, február 18-án érkezett Bengáziba egy különleges katonai egység élén, melynek feladata a lázadók által ostromlott katonai barakkok felmentése lett volna. Júnisz azonban egységével együtt átállt a lázadók oldalára, viszont személyes közreműködésével elérte, hogy az ostromlott kormányhű katonák - a fegyver letétele után - szabadon kivonulhassanak Bengáziból.
Dezertálása után Júnisz lett a szerveződő lázadó haderő, a Szabad Líbiai Hadsereg parancsnoka, a hadsereg vezérkari főnökévé pedig Omar el-Haririt tették meg. Júnisz ebben a minőségében személyesen irányította a keleti fronton zajló hadműveleteket, egy ízben, június 14-én elterjedt a hír, miszerint a Brega város birtoklásáért vívott harcokban elesett, ez azonban később tévesnek bizonyult.
Július 28-án Júniszt és két másik lázadó parancsnokot letartóztattak az Átmeneti Nemzeti Tanács parancsára, azzal vádolva meg őket, hogy Kadhafi számára kémkedtek. A foglyokat Bengáziba akarták szállítani kihallgatásra, de soha nem érkeztek meg; Bengázi határában vitatott körülmények között mindhármukat agyonlőtték. Szemtanúk állítása szerint a gyilkosok a Február 17-i Mártírok Brigádjának kötelékébe tartoztak. Egyes feltételezések szerint a gyilkosok iszlamisták voltak, akik bosszúból ölték meg a tábornokot, amiért belügyminiszteri tevékenysége során kemény kézzel fellépett az iszlamista szervezetek ellen. A tábornok halálának ügyében azonban felelősségre vonás a mai napig nem történt.